# Prison de Gatehouse
La prison de Gatehouse était une prison située dans le quartier de Westminster à Londres. Construite en 1370, elle fut fusionnée à une prison de l'Abbaye de Westminster. Elle fichait ses prisonniers et Old Bailey la sollicitait pour obtenir des informations sur d'anciens prisonniers. Démolie en 1776, le site de cette prison fait partie du Westminster scholar's Crimean War Memorial au XXIe siècle.
Pendant le XVIIe siècle, plusieurs dissidents connus ou condamnés pour trahison y ont été emprisonnés, tels Laurence Vaux, Christopher Holywood, Richard Lovelace, Samuel Pepys, Henry Savile
 et Sir Walter Raleigh. Le roman To Althea, from Prison fut rédigé alors que Lovelace y était emprisonné. Savile et Raleigh furent transférés à la Tour de Londres lorsque la prison fut démolie.